# 主開閉器
主開閉器（しゅかいへいき）とは、電力回路に使用される主要なスイッチ（＝開閉器）である。電力流通を操作する多くの用途で用いられている。

## 家庭・事業所
一般に分電盤や配電盤にある「ブレーカー」と呼ばれる配線用遮断器のことを主開閉器と呼ぶことがある。

## 電車

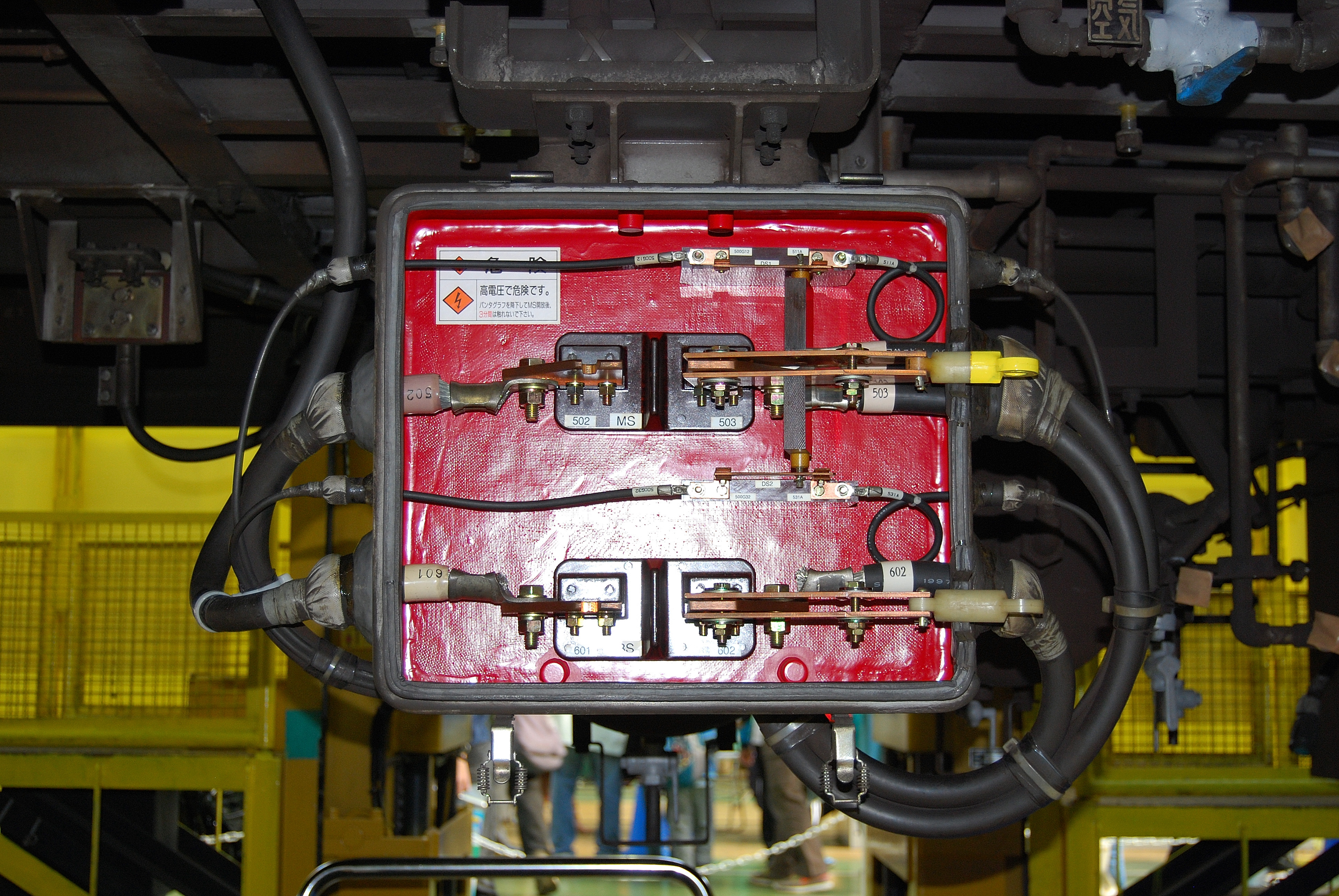
東京メトロ6000系に使用されている主開閉器、検修の為、開の状態になっている。

架線から電車の主回路に供給される直流電源の元に接続されている大型のナイフスイッチである。電車の床下の機器箱に搭載されており、手動での操作により開閉されるもので、運転中は常時閉としているが、検修や保守時に機器類を主回路から切離す必要が生じた時に、手動で開に操作する機器である、主開閉器が開の時には、箱の蓋が閉まらず、半開きの状態となるようにして、回路が切放されていることが分かるようにしている。